# Hal Roach Jr.

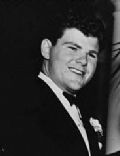

Harold Eugene Roach Jr., detto Hal (Los Angeles, 15 giugno 1918 – Santa Monica, 29 marzo 1972), è stato un regista e produttore cinematografico statunitense.

## Biografia
Era figlio del produttore Hal Roach Sr. e dell'attrice Marguerite Nichols.
Seguì anch'egli la carriera cinematografica come il padre, lavorando con varie mansioni in numerosi film di Laurel & Hardy e diresse un discreto numero di film, pur senza eguagliare il successo paterno. Ha prodotto circa cinquanta lavori fra film e soprattutto serie televisive, di cui è stato ed è considerato un pioniere molte delle quali di successo e andate in onda per più stagioni. È stato presidente di "Television Academy", più conosciuto come premio Emmy.
Affiancò il padre nella direzione degli Hal Roach Studios, occupandosi dal 1948 soprattutto del neonato mercato televisivo, e ne assunse il comando nel 1955 fino al 1959, anno in cui fu estromesso a causa dei problemi finanziari che portarono alla bancarotta della società, nonostante il tentativo di Roach Jr. di salvare l'azienda grazie alla fusione con la Mutual Broadcasting System, uno dei maggiori network radiofonici del tempo, tentata con lo speculatore Alexander Guterma, tentativo che fallì a causa di irregolarità finanziarie che portarono al fallimento di entrambe le società e alla incriminazione di entrambi, pur se Hal Roach Jr. mantenne la carica di presidente della MBS. Dopo la chiusura degli Hal Roach Studios, continuò, anche se più saltuariamente, a produrre film e serie per il cinema e la televisione.
Morì nel 1972, all'età di 53 anni, dopo essersi ammalato di polmonite, stessa malattia che aveva portato alla morte la madre e che in seguito colpirà anche il padre. Venne sepolto nel Cimitero del Calvario a Los Angeles accanto alla madre.

## Filmografia parziale[7][8]

### Cinema

#### Regista
- Sul sentiero dei mostri (One Million B.C.), co-regia con Hal Roach (1940)
- Military Training - cortometraggio (1941)
- Dudes Are Pretty People - cortometraggio (1942)
- Administration of Military Justice and Courts-Marshal (1943)
- Prairie Chickens (1943)
- Calaboose (1943)
- Gigantis: The Fire Monster (1959)

#### Produttore
- Fall In, regia di Kurt Neumann (1942)
- The Hal Roach Comedy Carnival, regia di Bernard Carr (1947)
- The Fabulous Joe, regia di Harve Foster (1947)
- Curley, regia di Bernard Carr (1947)
- Here Comes Trouble, regia di Fred Guiol (1948)
- As You Were, regia di Bernard Girard e Fred Guiol (1951)
- Tales of Robin Hood, regia di James Tinling (1951)
- Who Killed 'Doc' Robbin?, regia di Bernard Carr (1951)
- Mr. Walkie Talkie, regia di Fred Guiol (1952)
- Captain Scarface, regia di Paul Guilfoyle (1953)
- Dai, Johnny, dai! (Go, Johnny, Go!), regia di Paul Landres e Piero Vivarelli (1959)
- The Crazy World of Laurel & Hardy, regia di Bill Scott (1967)
- Folli notti a Las Vegas (Spree), regia di Mitchell Leisen (1967)
- La spia che vide il suo cadavere (The Groundstar Conspiracy), regia di Lamont Johnson - inizialmente non accreditato (1972)

### Televisione[2]

#### Produttore
- Mio padre, il signor preside (The Stu Erwin Show) - serie TV (1950-1955)
- Squadra mobile (Racket Squad) - serie TV (1951-1953)
- La mia piccola Margie (My Little Margie) - serie TV (1952-1955)
- Public defender - serie TV (1954-1955)
- Code 3 - serie TV (1957)
- Blondie - serie TV (1957)